# عقد 260
عقد 260 هو عقد امتد من 1 يناير 260 إلى 31 ديسمبر 269 بحسب التقويم الميلادي. سبقه عقد 250 ولحقه عقد 270.

## مواليد
- يوسابيوس القيصري (265)
- ليسينيوس (263)

## وفيات
- ديونيسيوس (268)
- غالينوس (268)
- أذينة (267)
- سيما زاو (265)
- الإمبراطورة جينغو (269)
- أغاثا الصقلية (261)
- ديونيسيوس (264)

## كتب
- Yves Denis Papin (1998). Chronologie de l'histoire ancienne. Lieu de publication non identifié: Éditions Jean-paul Gisserot. ISBN:2-87747-346-5. OCLC:40746926. مؤرشف من الأصل في 2022-03-16.
- موسوعة حضارة العالم (2002) لأحمد محمد عوف.

## روابط خارجية
- تصفح سنة بسنة عقد 260 على موقع onthisday.com
- تصفح سنة بسنة عقد 260 ابتداءً من سنة عقد 260 على موقع المكتبة الوطنية الفرنسية